# Taylor Kitsch
Taylor Kitsch (Kelowna, 8 april 1981) is een Canadees model en acteur.
Kitsch werd geboren in Brits-Columbia en heeft twee oudere broers en twee jongere halfzusjes. In 2002 verhuisde hij naar New York nadat hij een mogelijkheid kreeg om model te worden voor IMG en ging daar ook acteerlessen volgen. Na twee jaar tekende hij een contract bij het productiebedrijf Untitled Entertainment. In de tijd dat hij in New York was, werd hij ook officieel erkend voedingsdeskundige en persoonlijk trainer. Kitsch heeft als model gewerkt voor Diesel en Abercrombie & Fitch.

## Filmografie
- Bibsys: 9067177
- Biblioteca Nacional de España: XX5262125
- Bibliothèque nationale de France: cb166240906 (data)
- CiNii: DA18731946
- Gemeinsame Normdatei: 1020038098
- International Standard Name Identifier: 0000 0000 4544 1871
- Library of Congress Control Number: no2008070334
- Nationale Bibliotheek van Tsjechië: xx0156226
- Nationale Bibliotheek van Israël: 987007438702005171
- Nederlandse Thesaurus van Auteursnamen: 34167186X
- Système universitaire de documentation: 169310140
- Virtual International Authority File: 12117386
- WorldCat: E39PBJxGYDHBpWGFJmrBqbJ4bd